# Blood Label
Blood Label er et dansk dødsmetal band stiftet i 2008. 
Blood Label nåede i 2012 finalen i den danske metal konkurrence W:A:O: Battle.
I 2013 udkom Blood Labels debut album Skeletons med Tue Madsen som producer. Albummet modtog blandede anmeldelser fra fx Gaffa.

Blood Label har spillet shows i ind- og udlandet og spilledes deres seneste koncert tilbage i 2015 i forbindelse med udgivelsen af vinylen "Roam The Streets Vol II

## Medlemmer
- Kenneth Klitte Jensen[7]
- Alexander L. Kjeldsen
- Nikolaj Harlis Poulsen
- Bastian Thusgaard
- Jesper Jakobsen

## Udgivelser
- Existence Expires (2011)
- Skeletons (2013)
- Roam The Streets - Volume II (2016)